# Bratsch
En bratsch (kaldes ofte ved det italienske navn viola) er et strygeinstrument af violinfamilien. Bratschen er alten blandt strygeinstrumenterne. Bratschen er stemt med tonerne c – g – d1 – a1. Dette ligger 1 kvint under en violin og 1 oktav over en cello.

## Navnets betydning
Navnet kommer af viola da braccia (arm-viola) i modsætning til viola da gamba (knæ-viola) og violino (lille viola).

## Beskrivelse
Instrumentet er ca. fire til seks cm længere end en violin. Forskellen betyder, at violinister ofte har svært ved at gå over til bratsch, både fordi instrumentets størrelse gør, at der er længere mellem tonerne på gribebrættet, og hånden derfor skal have en større fleksibilitet, og fordi der kræves en anden teknik, især i forhold til buen.
Bratschen har en dybere, mere dæmpet og blødere klang end violin og cello. Det skyldes hovedsageligt de akustiske forhold mellem strengenes grundtone og resonansboksen (bratschens krop). Hvis en bratsch skulle have samme klang som en violin, skulle den være dobbelt så stor som violinen. Violinbyggere eksperimenterer  til stadighed med udformningen af bratscher, og bratschister har mange forskellige klangtyper at vælge imellem, når de skal vælge et instrument.
Mange bratschister begyndte som violinister. Lige mange mænd og kvinder spiller bratsch. Specielt udformede børnebratscher gør det muligt at begynde at spille som treårig.

## Historie og repertoire
Det er først i 1800-tallet at bratschen bliver accepteret som soloinstrument. Derfor er repertoriet for bratsch mere beskedent end violinrepertoiret. Det er især i mere moderne tid, der er skrevet musik for bratsch. En af de mest kendte og spillede bratschkoncerter er bratschkoncerten af Bela Bartok. Mange har opdaget bratschens flotte klang, som på nogle punkter overgår violinens. Bratschen er i dag blevet anerkendt som soloinstrument.
Carl Stamitz var virtuos på violin, bratsch og viola d'amore. Han har skrevet en bratschkoncert.
Mozart foretrak at spille bratsch og sad midt i orkesteret og dirigerede. I Mozarts musik er der ofte en lille figur i bratschen, der sætter noget nyt i gang. 
Paul Hindemiths hovedinstrument var bratsch (i øvrigt kunne han spille alle symfoniorkestrets instrumenter). Han har skrevet solostykker for bratsch (de er bestemt ikke for begyndere!)   
I et stort symfoniorkester sidder der omkring 10-12 bratscher, som plejer at sidde midt for. Desuden er der brug for en bratsch i både strygekvartet, strygetrio og klaverkvartet.